# Exochus incidens
Exochus incidens là một loài tò vò trong họ Ichneumonidae.